# DAVINCI (Raumsonde)
DAVINCI (kurz für Deep Atmosphere Venus Investigation of Noble gases, Chemistry, and Imaging, ehemals auch DAVINCI+) ist eine geplante Raumfahrtmission der US-Raumfahrtbehörde NASA zum Planeten Venus, bestehend aus einem Orbiter und einem Lander. Sie ist die 15. Mission des Discovery-Programms der NASA und sollte im Jahr 2029  gestartet werden.
Der Orbiter, auch Carrier, Relay, Imaging Spacecraft bzw. CRIS genannt, soll die Venus in verschiedenen Wellenlängen kartografieren, während die Landesonde, welche auch als Descent Sphere (DS) bekannt ist, die chemische Zusammensetzung der Atmosphäre untersuchen soll. Dadurch erhoffen sich die Wissenschaftler, mehr über die Entstehung der Venus-Atmosphäre und deren Unterschiede zur Erd- und Marsatmosphäre herauszufinden. Des Weiteren soll der Planet auf die mögliche Existenz von Wasser geprüft werden. Die Abstiegssonde soll während der Landephase hochauflösende Bilder aufnehmen und zur Erde übermitteln. Dies sollen die ersten Fotos der Venusoberfläche seit der sowjetischen Venera-14-Mission im Jahr 1982 werden.

## Missionsplanung
Die DAVINCI-Mission war im Jahr 2015 eine von 28 Missionsvorschlägen für die 13. Mission des Discovery-Programms der NASA. Das Budget für die Mission lag bei 450 Millionen US-Dollar. Im September 2015 wurde DAVINCI als eine von fünf Finalisten-Missionen ausgewählt, verlor jedoch im Januar 2017 gegen die Lucy- und Psyche-Missionen, welche als 13. und 14. Discovery-Mission ausgewählt wurden.
Im Jahr 2019 wurde die Mission in DAVINCI+ umbenannt und im Juli erneut als Discovery-Mission vorgeschlagen. DAVINCI+ wurde im Februar 2020 erneut in die engere Auswahl, auch Phase A genannt, aufgenommen. Der Konzeptplanungsbericht (Concept Study Report) wurde im November 2020 eingereicht. Die Mission wurde schließlich am 2. Juni 2021 zusammen mit der Raumsonde VERITAS, welche ebenfalls die Venus als Ziel hat, in das Discovery-Programm aufgenommen. Nach der Wahl wurde DAVINCI+ erneut in DAVINCI umbenannt. Als Principal Investigator wurde James B. Garvin ausgewählt, der seit 1984 beim Goddard Space Flight Center arbeitet.

## Aufgaben
DAVINCI soll nach fünf Orbiter-Missionen (Venera 15, Venera 16, Magellan, Venus Express und Akatsuki) erstmals seit den sowjetischen Vega-Missionen im Jahr 1985 wieder einen Lander absetzen. Dies wäre nach dem 1978 gestarteten Pioneer-Venus 2 die zweite US-amerikanische Venus-Lander-Mission überhaupt.
Der Lander soll Messungen in den unteren zwei Dritteln der Venus-Atmosphäre durchführen. Dies soll neue Erkenntnisse über die Entstehung und die Entwicklung der Atmosphäre erbringen. Außerdem soll herausgefunden werden, was mit dem Wasser passierte, dessen frühere Existenz auf der Venus vermutet wird. Die gewonnenen Informationen sollen zur Beantwortung der Frage beitragen, warum die Erde und die Venus in ihrer Entstehung solch unterschiedliche Wege eingeschlagen haben. Der Lander ist nicht dafür ausgelegt, nach dem Aufprall auf der Oberfläche weiterzuarbeiten, könnte den Aufschlag von 12 m/s jedoch überstehen. Dies könnte den Instrumenten unter günstigen Bedingungen ein Weiterleben von 17 bis 18 Minuten ermöglichen.

## Geplanter Missionsverlauf

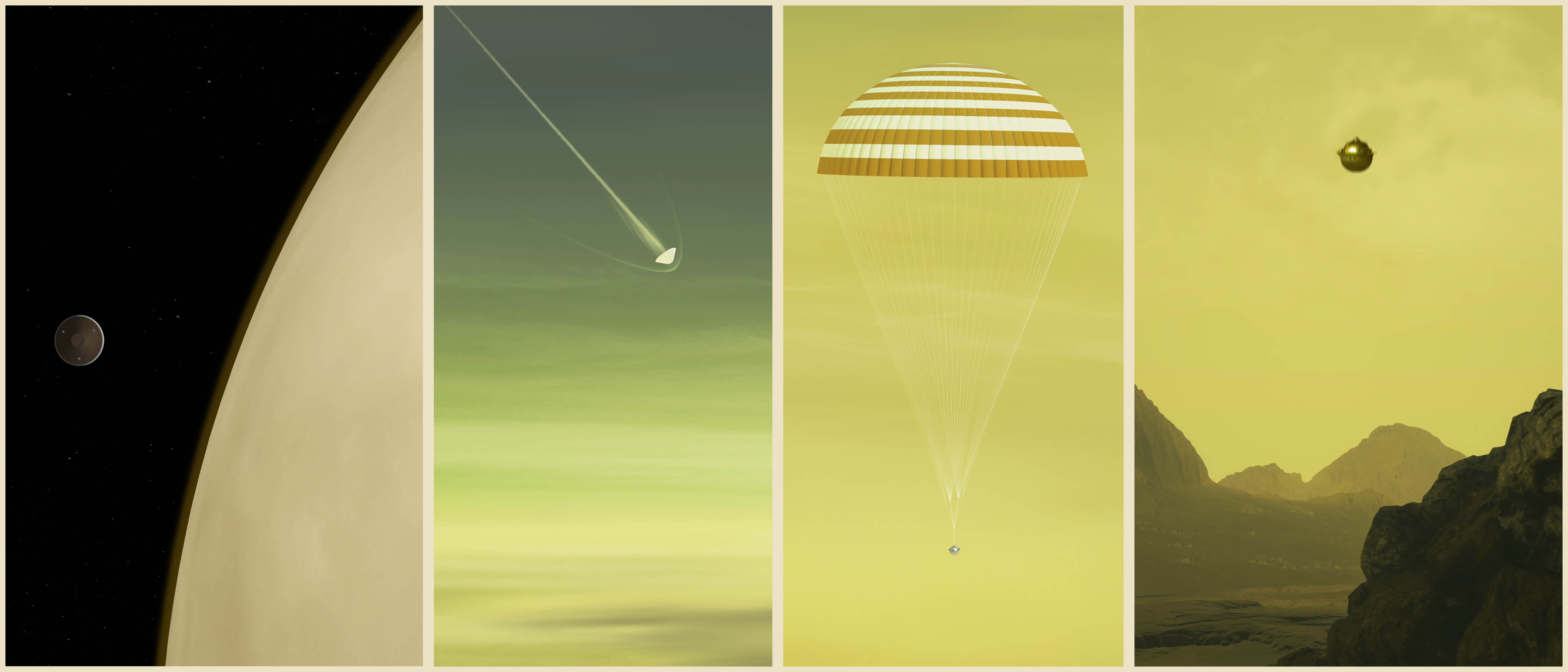
Künstlerische Darstellung des erwarteten Landevorgangs

Die DAVINCI-Mission soll voraussichtlich im Juni 2029 beginnen. Als Trägerrakete kommen mittelschwere Raketen wie die Atlas V oder die Vulcan-Centaur in Frage, der Startort wird sich aufgrund der komplexen Flugbahn zum Äquator in Florida befinden. Dementsprechend kommen als Weltraumbahnhof die Cape Canaveral Space Force Station oder das Kennedy Space Center in Frage.
Nach etwa sechs Monaten Flugzeit soll DAVINCI den ersten Fly-by an der Venus durchführen. Dabei sollen unter anderem Videoaufnahmen der Wolken in UV gefertigt werden. Zehn Monate später, im November 2030, soll ein weiterer Vorbeiflug erfolgen. Nach etwa zwei Jahren Flugzeit soll DAVINCI im Juni 2031 die Venus erreichen. Am 21. Juni 2031 soll der Lander ausgesetzt werden. Er soll im Alpha-Regio-Hochland niedergehen, welches aufgrund seiner optimalen Landebedingungen ausgewählt wurde. Dank der großen Landefläche – etwa doppelt so groß wie Texas – ist keine kontrollierte und präzise gesteuerte Landung notwendig. Die Landephase nach dem Eintritt in die Atmosphäre soll etwa 63 Minuten dauern. Der Orbiter soll auch nach der Landung weiterarbeiten und den Planeten fotografieren.

## Technische Details
Der CRIS-Orbiter soll vom US-Unternehmen Lockheed Martin geliefert werden, das Goddard Space Flight Center soll sich am Orbiter beteiligen und die Landesonde bauen.

### Instrumente der Landesonde

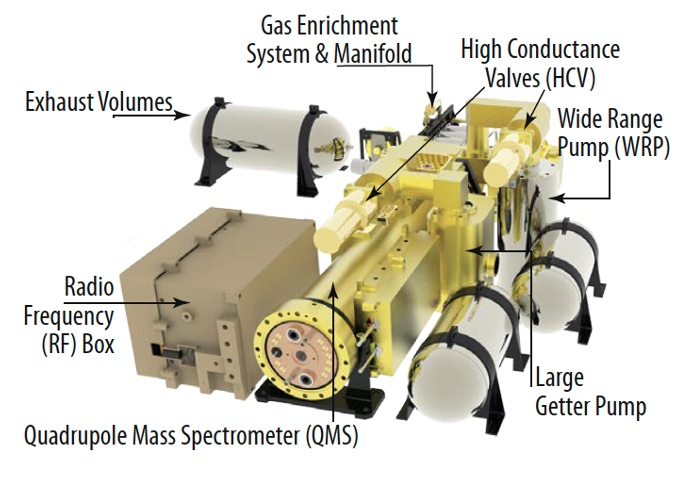
Bestandteile des Venus Mass Spectrometer (VMS)

Die Landesonde soll mit Hilfe des Instrumenten-Pakets Venus Analytic Laboratory (VAL) während des Abstiegs Messungen durchführen, vor allem in den höheren Wolkenregionen und in der Nähe der unerforschten Planetenoberfläche. Das VAL ähnelt technisch dem System Sample Analysis at Mars, welches auf dem Marsrover Curiosity verbaut ist und die ersten definitiven Beweise für die Existenz organischer Verbindungen auf dem Mars lieferte.
Der Lander besitzt folgende vier Hauptinstrumente:
| Instrument                                | Abkürzung | Beschreibung |
| ----------------------------------------- | --------- | --- |
| Venus Mass Spectrometer                   | VMS       | Das VM-Spektrometer soll vom Goddard SFC bereitgestellt werden und Edelgase sowie Spurengase in der Venusatmosphäre untersuchen. Des Weiteren soll es neue Gase entdecken. Es ist technisch ähnlich aufgebaut wie Curiositiys Quadrupole Mass Spectrometer.                                                                                  |
| Venus Tunable Laser Spectrometer          | VTLS      | Das VTL-Spektrometer soll vom Jet Propulsion Laboratory der NASA hergestellt werden. Es soll chemische Prozesse in den höheren Wolkenschichten beobachten und ist ähnlich ausgerüstet wie Curiositys Tunable Laser Spectrometer. |
| Venus Atmospheric Structure Investigation | VASI      | VASI soll vom Goddard SFC gebaut werden und von den Wissenschaftlern Ralph Lorenz (Applied Physics Laboratory) und Dave Atkinson (Jet Propulsion Laboratory) überwacht werden. Es soll während der Landung die Struktur und Dynamik der Atmosphäre untersuchen. Daraus sollen auch Daten für die Rekonstruktion der Landung gewonnen werden. |
| Venus Descent Imager                      | VenDI     | Die VenDI-Kamera soll von Malin Space Science Systems geliefert werden und während der Landung Hochkontrast-Aufnahmen der Landeumgebung tätigen. Sie ist bauähnlich zu Curiositys Mast Camera und Mars Descent Imager. |

### Instrumente des Orbiters
Der Orbiter wird mit einer Multispektralkamera zur Beobachtung der Venus durch Ultraviolett- und Infrarotstrahlung ausgestattet. Außerdem soll eine Weitwinkelkamera globale Bildabdeckung ermöglichen. Die Aufnahmen sollen während der zwei Fly-bys und in der Orbiterphase gemacht werden.